# Wieża ciśnień przy ulicy 1 Maja w Raciborzu
Wieża ciśnień przy ulicy 1 Maja w Raciborzu – wyłączona z eksploatacji, murowana z cegły wieża ciśnień w Raciborzu znajdująca się na terenie miejskiego zakładu wodociągowego (zob. Wodociągi w Raciborzu) przy ulicy 1 Maja 8.

## Historia
Wieża ciśnień została oddana do użytku 23 września 1874 roku. Tereny pod budowę wieży oraz innych budynków zakładu wykupiono stopniowo, część w 1838 roku (pozyskując także dom strzelecki bractwa strzeleckiego), resztę w roku 1862. Wieża mierzy 25 m wysokości, a pojemność zbiornika z płaskim dnem, wykonanego ze stalowej blachy o grubości 10 mm i osadzonego na wysokości 23 m wynosi 500 m³. Wodę na użytek zbiornika czerpano z pobliskiej Odry. Następnie była ona oczyszczana w filtrach piaskowych i pompowana do zbiornika za pomocą pomp o łącznej mocy 30 KM. Początkowo głównym odbiorcą była kolej sąsiadująca z zakładem, a także rozwijający się raciborski przemysł. W latach 30. XX wieku wieża stała się niewystarczająca dla potrzeb miasta. Podjęto więc decyzję o budowie kolejnej wieży w Starej Wsi (dziś mieszczącej biura oraz jeden z zakładów produkcyjnych producenta słodyczy, firmy Mieszko), jednak stara wieża nadal zasilała większą część miasta, gdyż nowo wybudowana wieża wytwarzała zbyt duże ciśnienie, a także została wykorzystana przez nazistów w celach ideologicznych i propagandowych. Obecnie raciborski Zakład Wodociągów i Kanalizacji zastanawia się nad komercyjnym wykorzystaniem nieużywanego od lat obiektu.